# Vilhelm Skousen
Vilhelm Skousen (23. marts 1908 – 29. maj 1986) var en dansk fodboldleder, der var formand for Dansk Boldspil-Union (DBU) i perioden 1965 til 1977.

## Karriere
Skousen var hele livet tilknyttet Boldklubben Frem fra Valby. Han begyndte at spille fodbold som ganske ung, og som ynglingespiller i sommeren 1926 fik han første berøring med klubbens førstehold, da han kom med på en træningssamling på Fyn. Den 14. april 1929 fik han debut for klubbens førstehold, da han kom på banen i en udekamp mod Akademisk Boldklub. Efter flere år som reservespiller, blev han i 1933 fast mand i startopstillingen. Den sidste kamp for BK Frem kom den 16. april 1937 i en hjemmekamp mod B. 1903. Vilhelm Skousen spillede 63 turnerings- og pokalkampe for BK Frem.
Da Skousens aktive karriere sluttede, blev han i 1938 medlem af klubbens bestyrelse. Ved et formandsskifte året efter, blev Skousen valgt som næstformand. Da Boldklubben Frems formand Bernhard Langvold i 1949 trak sig tilbage, blev det Vilhelm Skousen der blev ny formand.
I 1965 stillede Vilhelm Skousen op til formandsvalget i Dansk Boldspil-Union. Han vandt valget og afløste Ebbe Schwartz som formand for landets fodboldforbund. Skousen sad på formandsposten indtil februar 1977, hvor han trådte tilbage på grund af alder.